# Mariana Cherdivară
Mariana Cherdivară-Eșanu (ur. 15 września 1992) – mołdawska zapaśniczka walcząca w stylu wolnym. Zajęła jedenaste miejsce na igrzyskach olimpijskich w Rio de Janeiro w kategorii 58 kg.
Siódma na mistrzostwach świata w 2023. Wicemistrzyni Europy w 2017, siódma w 2013. Druga w indywidualnym Pucharze Świata w 2020. Dwunasta na igrzyskach europejskich w Baku i Mińsku. Uniwersytecka wicemistrzyni świata w 2012. 
Mistrzyni Europy juniorów w 2010 i 2011. Druga na MŚ juniorów w 2011 roku.
- Turniej w Rio de Janeiro 2016

Wygrała z Lissette Antes z Ekwadoru, a w ćwierćfinale przegrała z Sakszi Malik z Indii.